# Женска фудбалска репрезентација Лихтенштајна
Женска фудбалска репрезентација Лихтенштајна је национални фудбалски тим који представља Лихтенштајн на међународним такмичењима и под контролом је лихтеншанског Фудбалског савеза, владајућег тела за фудбал у Лихтенштајну.
Први меч тима био је незванична пријатељска утакмица играна је против ФФЦ Вордерланда у Тризену, Лихтенштајн,  и завршила се поразом од 2 : 3, а играна је у јуну 2019. године. Њихов први званични меч је био 11. априла 2021, против Луксембурга и завршио се поразом од 2 : 1.

## Историја
Лихтенштајн до 2006. није имао женску репрезентацију ни на сениорском ни на омладинском нивоу. Председник Фудбалског савеза Лихтенштајна (ЛИВ) Матијас Војгт је 2013. године рекао да је посвећен раду на стварању женске репрезентације и указао на ниво активности у женском домаћем такмичењу. Упркос овом коментару, савез није имао особље посвећено женском фудбалу од 2017. године, а такође није имао ни женски фудбалски комитет. Укључивање жена у управљање је такође било ограничено, са само једном женом која служи у одбору и само пет жена на руководећим позицијама у организацији. Напредак на развојном плану као резултат активности ЛФВ-а био је један од разлога због којих је Радио Лихтенштајн у септембру 2017. навео време за стварање сениорске женске репрезентације.
У16 и У18 женске репрезентације Лихтенштајна су већ постојале до 2017. године. УЕФА је навела сениорску женску екипу као У19 Б тим.
Своју прву званичну утакмицу тим је одиграо 11. априла 2021.  пораз од Луксембурга резултатом 2 : 1. Лихтенштајн је повео у 35. минуту голом Викторије Гернер, првим званичним голом у историји тима.

## Све утакмице
Ажурирано 29. novembar 2021
Key
Званичне ФИФА утакмице „A” репрезентације

| Противник  | Ута | Поб | Нер | Изг | Гд | ГП | ГР | Поб %  |
| ---------- | --- | --- | --- | --- | -- | -- | -- | ------ |
| Андора     | 1   | 0   | 0   | 1   | 2  | 4  | −2 | 000,00 |
| Гибралтар  | 4   | 3   | 0   | 1   | 9  | 5  | +4 | 075,00 |
| Луксембург | 1   | 0   | 0   | 1   | 1  | 2  | −1 | 000,00 |
| Укупно     | 6   | 3   | 0   | 3   | 12 | 11 | +1 | 050,00 |

## Достигнућа
Утакмице и голови од новембра 2021.
Играчи чија су имена означена подебљаним словима су и даље активни, барем на клупском нивоу.
| Поз | Име                 | Ута | Гол | Год   |
| --- | ------------------- | --- | --- | ----- |
| 1   | Шанија Вогт         | 6   | 2   | 2021– |
| 1   | Кристина Миснер     | 6   | 2   | 2021– |
| 1   | Јулија Бенекенстајн | 6   | 0   | 2021– |
| 1   | Фелиција Фрик       | 6   | 0   | 2021– |
| 1   | Мија Хамерман       | 6   | 0   | 2021– |
| 1   | Елена Лохнер        | 6   | 0   | 2021– |
| 7   | ФионаБатлинер       | 5   | 1   | 2021– |
| 7   | Катарина Чуп        | 5   | 1   | 2021– |
| 7   | Ева Фасел           | 5   | 0   | 2021– |
| 10  | Ева Бек             | 4   | 0   | 2021– |
| 10  | Бетина Хубер        | 4   | 0   | 2021– |
| 10  | Софија Хирлиман     | 4   | 0   | 2021– |
| 10  | Лара Уберсакс       | 4   | 0   | 2021– |

| # | Име              | Ута | Гол | Однос | Период |
| - | ---------------- | --- | --- | ----- | ------ |
| 1 | Викторија Гернер | 3   | 3   | 1     | 2021–  |
| 2 | Лена Гепел]      | 3   | 2   | 0.67  | 2021–  |
| 2 | Шанија Вогт      | 6   | 2   | 0.33  | 2021–  |
| 2 | Кристина Миснер  | 6   | 2   | 0.33  | 2021–  |
| 5 | Салом Стампфли   | 2   | 1   | 0.5   | 2021–  |
| 5 | Катарина Чуп]    | 5   | 1   | 0.2   | 2021–  |
| 5 | Фиона Батлинер   | 5   | 1   | 0.2   | 2021–  |

## Такмичарски рекорд

### Светско првенство за жене
| 1991 до 2019 | Екипа није постојала | Екипа није постојала | Екипа није постојала | Екипа није постојала | Екипа није постојала | Екипа није постојала | Екипа није постојала | Екипа није постојала | Екипа није постојала | Екипа није постојала | Екипа није постојала | Екипа није постојала | Екипа није постојала |
| 2023         | Нису учествовале     | Нису учествовале     | Нису учествовале     | Нису учествовале     | Нису учествовале     | Нису учествовале     | Нису учествовале     | Нису учествовале     | Нису учествовале     | Нису учествовале     | Нису учествовале     | Нису учествовале     | Нису учествовале     |
| Укупно       | -                    | -                    | -                    | -                    | -                    | -                    | -                    | -                    | -                    | -                    | -                    | -                    | -                    |

### Европско првенство у фудбалу за жене
| Европско првенство у фудбалу за жене − резултати | Европско првенство у фудбалу за жене − резултати | Европско првенство у фудбалу за жене − резултати | Европско првенство у фудбалу за жене − резултати | Европско првенство у фудбалу за жене − резултати | Европско првенство у фудбалу за жене − резултати | Европско првенство у фудбалу за жене − резултати | Европско првенство у фудбалу за жене − резултати |                      | Квалификациони резултати | Квалификациони резултати | Квалификациони резултати | Квалификациони резултати | Квалификациони резултати | Квалификациони резултати |
| Година                                           | Резултат                                         | Ута                                              | Поб                                              | Нер                                              | Изг                                              | ГД                                               | ГР                                               | Ута                  | Поб                      | Нер                      | Изг                      | ГД                       | ГП                       |                          |
| ------------------------------------------------ | ------------------------------------------------ | ------------------------------------------------ | ------------------------------------------------ | ------------------------------------------------ | ------------------------------------------------ | ------------------------------------------------ | ------------------------------------------------ | -------------------- | ------------------------ | ------------------------ | ------------------------ | ------------------------ | ------------------------ | ------------------------ |
| 1984 до 2017                                     | Екипа није постојала                             | Екипа није постојала                             | Екипа није постојала                             | Екипа није постојала                             | Екипа није постојала                             | Екипа није постојала                             | Екипа није постојала                             | Екипа није постојала | Екипа није постојала     | Екипа није постојала     | Екипа није постојала     | Екипа није постојала     | Екипа није постојала     |                          |
| 2022                                             | Нису учествовале                                 | Нису учествовале                                 | Нису учествовале                                 | Нису учествовале                                 | Нису учествовале                                 | Нису учествовале                                 | Нису учествовале                                 | Нису учествовале     | Нису учествовале         | Нису учествовале         | Нису учествовале         | Нису учествовале         | Нису учествовале         |                          |
| Укупно                                           | -                                                | -                                                | -                                                | -                                                | -                                                | -                                                | -                                                | -                    | -                        | -                        | -                        | -                        | -                        |                          |